# Coenagrion mercuriale
Coenagrion mercuriale é uma espécie de libelinha da família Coenagrionidae.
Pode ser encontrada nos seguintes países: Argélia, Austria, Bélgica, França, Alemanha, Itália, Liechtenstein, Luxemburgo, Marrocos, os Países Baixos, Portugal, Eslováquia, Eslovénia, Espanha, Suíça, Tunísia e o Reino Unido.
Os seus habitats naturais são: rios.
Está ameaçada por perda de habitat.